# اتحاد جهانی آلیانس
اتحاد جهانی آلیانس (عبری: כל ישראל חברים فرانسوی :Alliance Israélite Universelle) یک سازمان جهانی یهود است که در پاریس فرانسه مستقر است. این سازمان در سال ۱۸۶۰ توسط آدولف کرمیو برای محافظت از یهودیان تمامی دنیا تشکیل شد. اهداف این سازمان دفاع از خود و خودکفایی یهودیان از طریق آموزش و پرورش است. شعار این سازمان از نوشته‌های ربانی گرفته شده‌است که میگوید "کل اسراییل آرویم ز لازه" (عبری: כל ישראל ערבים זה לזה) که معنی این است که تمامی قوم اسراییل دارای وظیفه برای حمایت از یکدیگرند.

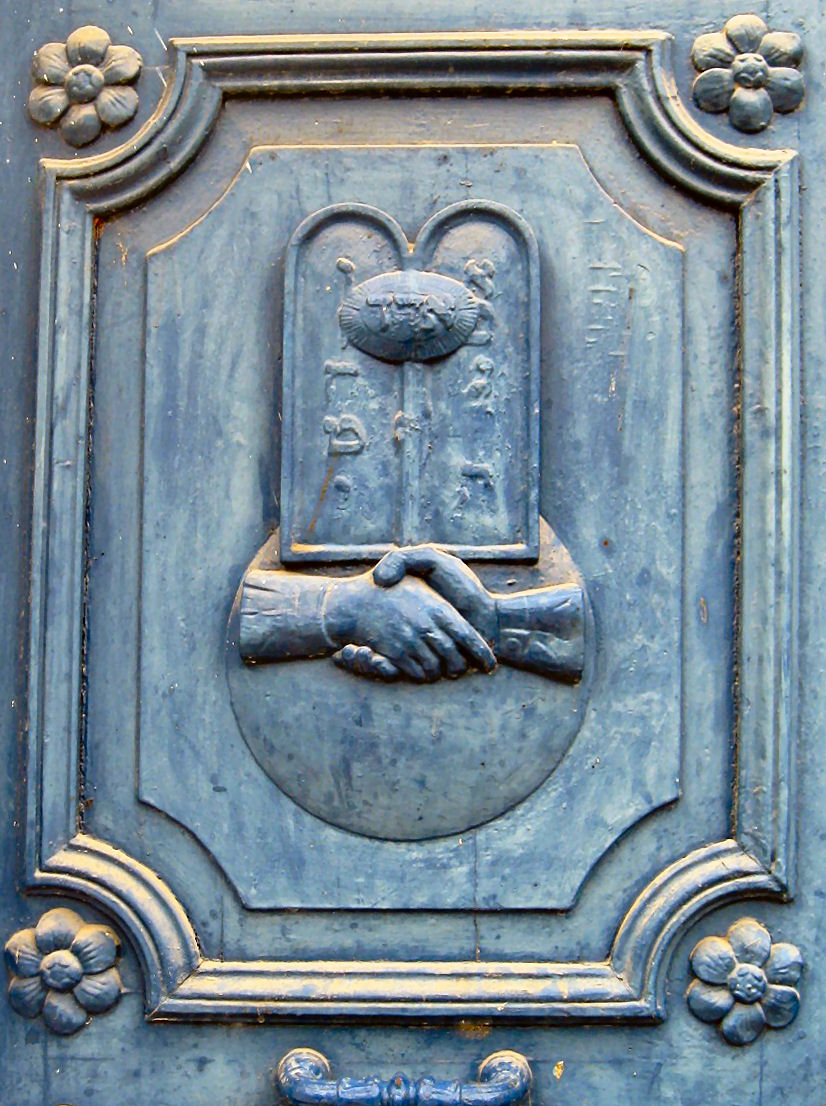
نماد اتحاد جهانی آلیانس در میکوه اسراییل

## تاریخچه

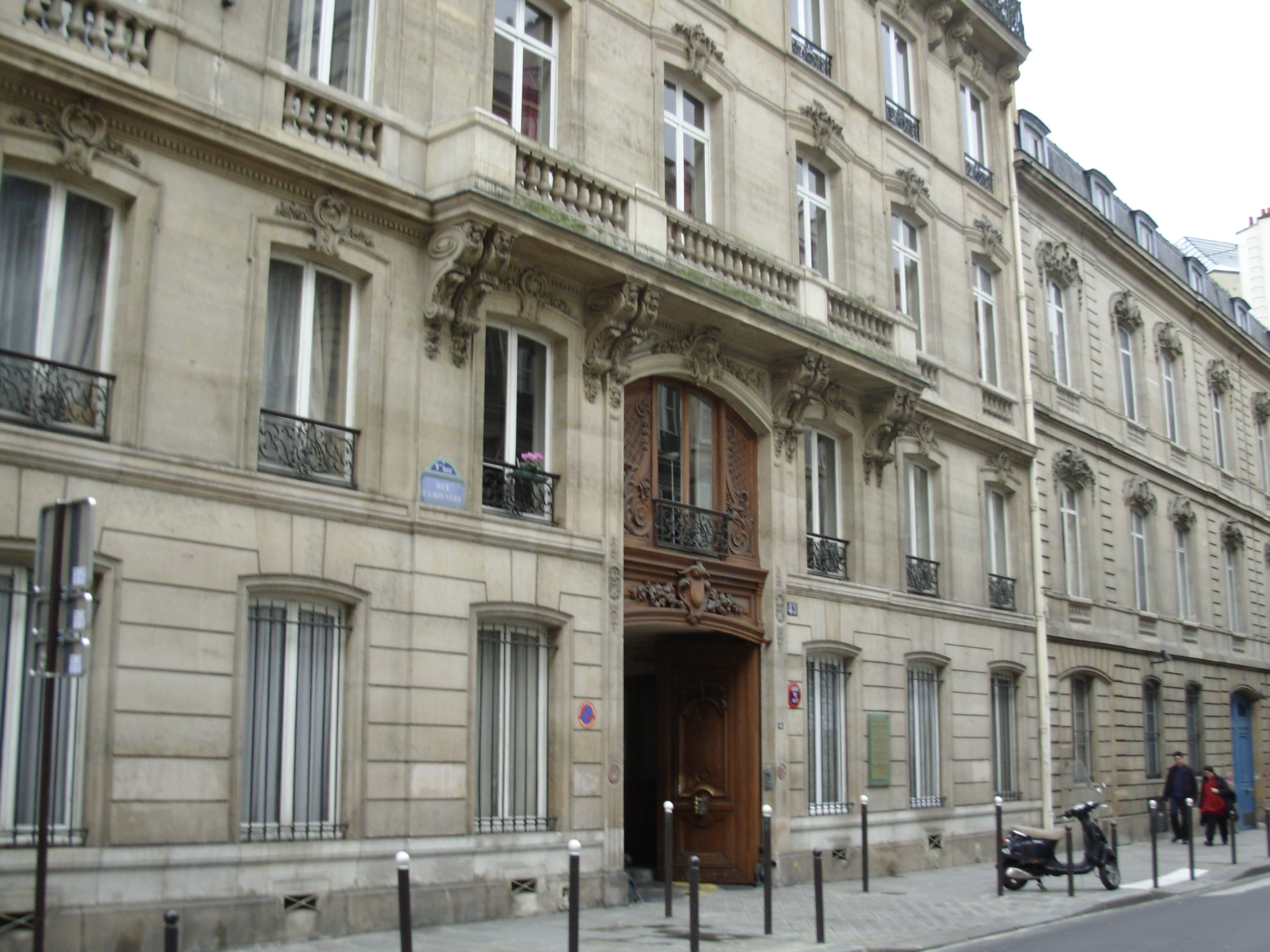
محل ورود به بخش تاریخ یهودیان در تونس در سازمان آلیانس در پاریس

در سال ۱۸۶۰ سازمان آلیانس برای "ماموریت مدنیت" برای پیشبرد زندگی یهودیان در خاورمیانه از طریق آموزش تأسیس شد. این سازمان در پاریس ایجاد شد و اولین مدرسه خود را در سال ۱۸۶۲ در [مراکش] ایجاد کرد. بیشتر افراد اولیه این سازمان یهودی بودند ولیکن مسیحیان اروپایی نیز کمکهای زیادی به آنان میکردند. ماموریت اصلی این سازمان رفع قوانین ظالمانه و تبعیض آمیز علیه یهودیان، ممنوعیت شرکت آنان در سیاست، و حفاظت از آنان در برابر آزار بود. برای رسیدن به اهداف آن این سازمان فعالیت‌های خود را از طریق آموزش تاریخ یهودیان ادامه میداد. در ابتدا برای رفع قوانین ظالمانه این سازمان موفق شد کشورهای اروپایی را قانع کند تا روابط تجاری خود را مشروط به رفع این قوانین کنند. از این رو در سال ۱۸۶۷ دولتهای فرانسه، ایتالیا، بلژیک و هلند اعلام کردند که روابط خود را با سوئیس تنها در صورتی ادامه میدهند که این کشور حقوق کاملاً مساوی به یهودیان بدهد. در سال ۱۸۷۸ نمایندگان سازمان آلیانس در برابر کنگره برلین شرطی قرار دادند تا به این وسیله در کشورهای رومانی، صربستان و بلغارستان هر نوع قانون تبعیض آمیز علیه یهود قطع شود. این سازمان سپس اهداف خود رو متوجه منطقه خاورمیانه کرد. در سال ۱۸۷۰ چارلز نتر که یکی از افراد تأسیس کننده اتحاد بود، اجازه تأسیس مدرسه کشاورزی میکوه اسراییل را در فلسطین از امپراتوری عثمانی گرفت. در این زمان بیش از ۶۰ مدرسه آلیانس در عثمانی ، ایران و شمال آفریقا شروع به کار کردند. بیشتر معلم‌های این مدارس در ترکیه و فرانسه تعلیم داده شده بودند. در سال ۱۹۰۰ اتحاد آلیانس دارای بیش از ۱۰۰ مدرسه بود و بیشتر حضور آن در مراکش، تونس و ترکیه بود. در سال ۱۹۶۸ میلادی سازمان آلیانس دارای ۳۱ مدرسه اتحاد در مراکش ، ۱۳ مدرسه در ایران، ۱۳ مدرسه در اسراییل، ۳ مدرسه در لبنان، ۳ مدرسه در تونس و ۱ مدرسه در سوریه بود.

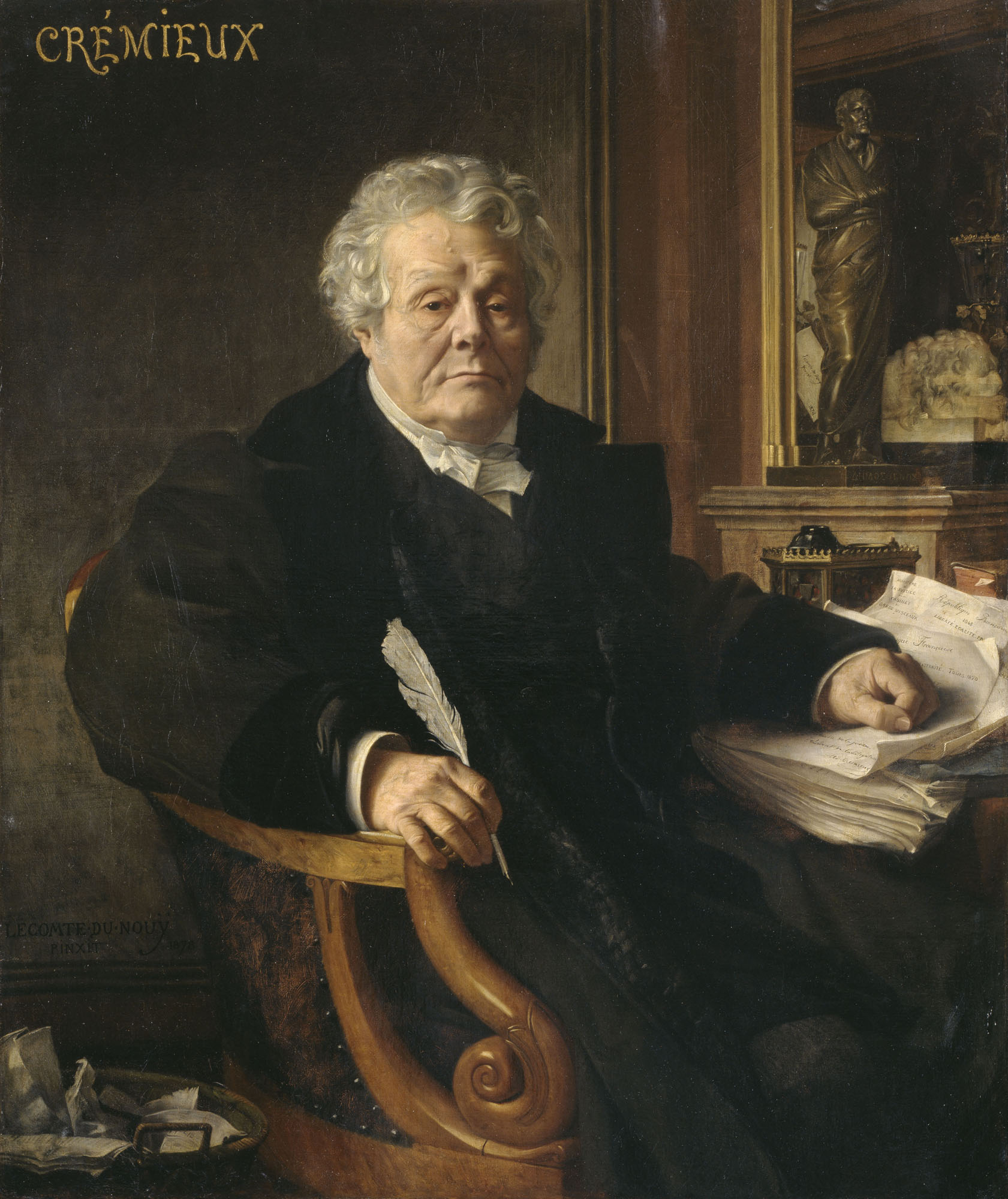
آدولف کرمیو مؤسس اتحاد جهانی آلیانس

## در ایران
ناصرالدین شاه قاجار در سال ۱۸۷۳ میلادی سفری به اروپا نمود. در این سفر نمایندگان آلیانس به دیدار شاه رفتند و از او درخواست کردند که قوانین ضد یهودی را در ایران تغییر دهد. این دیدار در ۱۲ ژوئیه ۱۸۷۳ در محل زندگی رئیس پارلمان فرانسه صورت گرفت. آدولف کرمیو که شخصاً در این دیدار حاضر بود در سخنانی در مورد شرح ظلم‌های جامعه یهود در ایران صحبت کرد. شاه نیز در این دیدار با تأسیس مدارس آلیانس در ایران موافقت کرد و گفت: "من فراموش نمی‌کنم که این یک یهودی، حاج ابراهیم بود که کمک کرد قاجارها سلطنت را بدست آورند.". آلیانس روز بعد نامه‌ای به میرزا حسین‌خان سپهسالار نوشت و درخواست خود را کتباً ارائه کرد. این مسئله با مخالفت شدید علمای شیعه و مردم در ایران مواجه شد. به همین دلیل تأسیس این مدارس تا ژوئیه ۱۸۹۸ میسر نگردید. توافقنامه نهایی بین ایران و آلیانس در سال ۱۸۹۸ امضاء شد. بر این پایه، دولت ایران از اتباع یهودی کشور حمایت کرده، نخستین مدرسهٔ آلیانس یهودیان در تهران ایجاد شد و دولت ایران مسئول تأمین محل آن شد. همچنین با موافقت دولت ایران، چهار نفر از جوانان یهودی ایرانی(۱۳ تا ۱۵ ساله) برای ادامه تحصیل به پاریس اعزام شدند.
در این زمان نماینده آلیانس موسیو کازس برای تأسیس مدرسه وارد تهران شد و بلافاصله با سران جامعه یهود تماس گرفت. او علاوه بر تأسیس مدرسه تحولات عظیمی را در وضع زندگی یهودیان آغاز کرد. او همچنین موفق شد وصله نشانگر یهودی بودن را از لباس یهودیان حذف کند. در این زمان حدود ۴۲۱ دانش آموز در مدرسه تحصیل می‌کردند. کمی بعد موسیو کازس به تأسیس اولین مدرسه دخترانه آلیانس اقدام کرد.

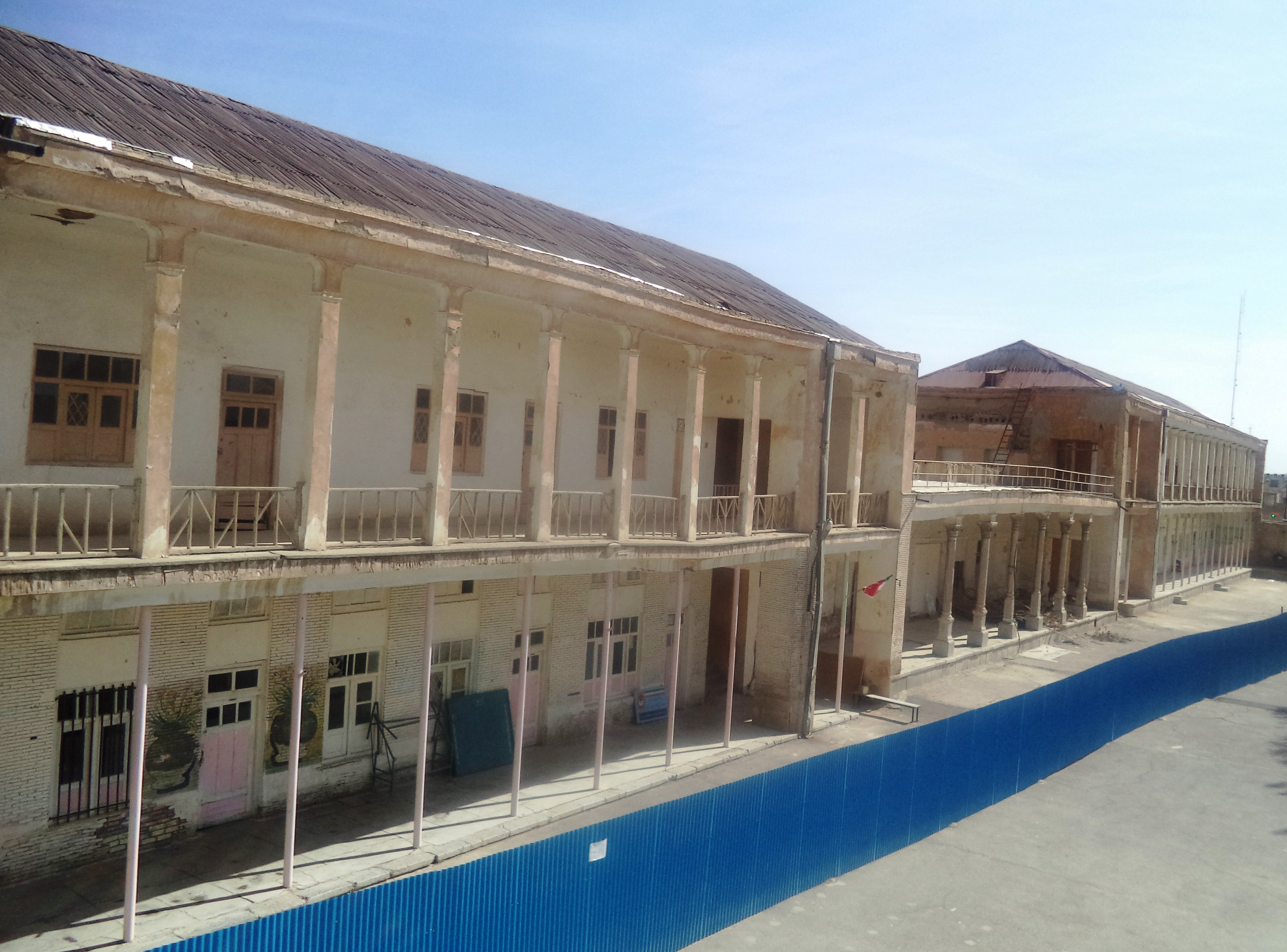
ساختمان مدرسه آلیانس اصفهان

این پدیده در جامعه مذهبی ایران بحث‌های زیادی برانگیخت. به دنبال ایجاد نخستین مدرسهٔ آلیانس در تهران مدرسه آلیانس همدان (۱۲۷۹ خورشیدی /۱۹۰۰ میلادی) اصفهان (۱۲۸۰ خورشیدی / ۱۹۰۱ میلادی) سنندج و شیراز (۱۲۸۲ خورشیدی / ۱۹۰۳ میلادی) نهاوند و مدرسه آلیانس کرمانشاه (۱۲۸۳ خورشیدی / ۱۹۰۴ میلادی) و در بیجار (۱۲۸۵ خورشیدی / ۱۹۰۶ میلادی گشایش یافت. در سال (۱۲۹۲ خورشیدی / ۱۹۱۳ میلادی) یهودیان بروجرد موفق شدند فرزندانشان را در مدرسه نوبنیاد آلیانس در شهر خود ثبت نام کنند. جنگ جهانی اول فعالیت‌های آلیانس را در ایران کاهش داد. ولیکن بعد از پایان جنگ فعالیت‌ها دوباره شدت یافت به طوری که یهودیان یزد (۱۳۰۷ خورشیدی / ۱۹۲۸ میلادی) و کاشان (۱۳۰۸ خورشیدی / ۱۹۲۹ میلادی) آخرین جوامع یهودی بودند که دارای مدرسه آلیانس شدند. با اینکه بسیاری از یهودیان از مدارس آلیانس استقبال کردند ولیکن تفاوت‌های فرهنگی فراوان بین یهودیان اشکنازی و ایرانی و همچنین تأکید شدید این مدارس بر ارزش‌های غربی بعضی خانواده‌های یهودی را ناراحت میکرد. مدارس آلیانس اهمیت زیادی به تدریس فقه یهودی نمی‌دانند و هدف آن‌ها آماده سازی یهودیان برای زندگی در یک جامعه غیریهودی بود. همچنین دستورهای غیرمذهبی این مدارس و دید غیر-صهیونیستی آنان خانواده‌های مذهبی را ناراحت میکرد. زبان تمامی کتابهای درسی فرانسه بود و دانش آموزان کتاب‌های فارسی یا عبری نداشتند. به همین دلیل بعضی یهودیان احساس می‌کردند که مدارس آلیانس نه تنها یهودیان را از ریشه‌های یهودی آنان جدا می‌کند بلکه از ریشه‌های ایرانی نیز مجزا می‌کند. این اختلافات باعث تغییر روش تدریس در سال ۱۹۲۱ میلادی شد و از این زمان اهمیت بیشتری به زبان فارسی داده شد. همچنین با اعلام اتحادیه بالفور در سال ۱۹۱۷ و تأسیس سازمان صهیونیزم ایران در این سال روش تدریس تغییرات زیادی کرد. روزنامه هاگلوت که روزنامه رسمی سازمان صهیونیزم ایران بود در سال ۱۹۲۱ آلیانس را مورد انتقاد قرار داد و نوشت که دانش آموختگان آلیانس به قدر کافی فارسی نمی‌دانند که شغل پدر خود را ادامه دهند. با قدرت گرفتن رضا شاه و دیدگاه ملی گرایانه او تدریس زبان فارسی در تمامی مدارس خارجی اجباری شد. بین سال‌های پایان جنگ جهانی دوم و انقلاب ایران به تدریج مدارس آلیانس از زیر نظر سازمان آلیانس در فرانسه خارج شدند و به صورت مشترک با سازمان‌های یهودی آمریکا اداره میشدند.
با ورود دانش آموختگان مدارس آلیانس و بازگشت بسیاری از آنان از مدارس اروپایی وضعیت جامعه ایران به شدت متحول شد. در این زمان به دلیل تخصص بالای این دانش آموختگان دیدگاه‌های منفی نسبت به یهودیان به شدت کاهش یافت و از قدرت روحانیون شیعه کاسته شد. علاوه بر این اکثر دانش آموختگان آلیانس دارای تسلط به زبان فرانسه بوده و میتوانستند با اروپا ارتباط برقرار کنند. بعضی مسلمانان نیز در مدارس آلیانس مورد آموزش قرار گرفتد که از آن‌جمله می‌توان احمد بیرشک، میرزا محمدخان قزوینی ملقب به علامه قزوینی، ابوالحسن خان صدیقی(نقاش و مجسمه‌ساز سازنده مجسمه فردوسی در میدان فردوسی تهران، مجسمه خیام در پارک لاله تهران، مجسمه نادرشاه افشار در مشهد و طرح چهره ابوعلی سینا)، عیسی بهنام، حبیب یغمایی،  جواد بدیع زاده  و سید جلال‌الدین کزّازی استاد دانشگاه و عبدالحسین آذرنگ مدرس و دانشنامه‌نگار را نام برد. مدارس آلیانس در فارسی معمولاً مدارس اتحاد نامیده می‌شوند.
یاور همدانی شاعر برجسته و معاصر ایران، از آموزگاران سرشناس مسلمان مدرسه آلیانس همدان بود. حبیب‌الله آموزگار سناتور، وزیر، روزنامه‌نگار، مترجم، قاضی دادگستری، سیاستمدار و از چهره‌های فرهنگی و نویسندگان کتاب‌های درسی دوره پهلوی او معلم زبان عربی در مدرسه آلیانس تهران بود. 

## مدیران الیانس جهانی
1. لویس جن کوینزبرگ
2. آدولف کرمیو
3. سالومون مونک
4. نارسیس لون
5. آرنولد نوتر
6. سیلوان لوی
7. آرنولد نوتر
8. جورج لون
9. رنه کاسین
10. جولیس برانشویگ
11. ادولف استگ
12. مارک اسنبرگ
13. رنه کسن

## در اسرائیل
سازمان آلیانس مدارس متعددی را در اسرائیل اداره می‌کند. مدارس تاریخی آن عبارتند از مدرسه آلیانس تل آویو، مدرسه آلیانس حیفا و مدرسه رنه کاسین در اورشلیم. این سازمان یک مدرسه مخصوص کودکان ناشنوا هم دارد .

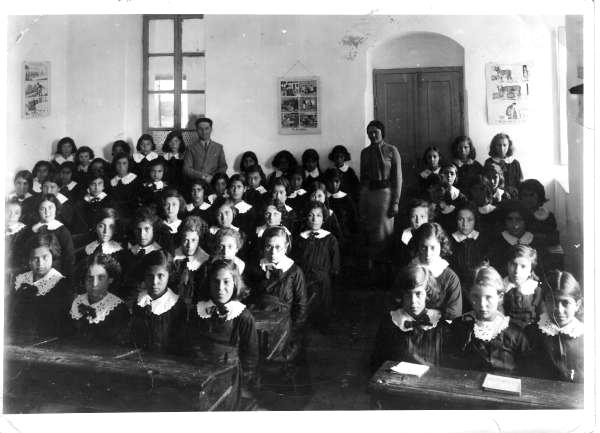
مدرسه دخترانه آلیانس در اورشلیم ۱۹۳۵ میلادی